# 이자해자전 초고본
이자해자전 초고본은 충청남도 천안시 동남구 목천읍 독립기념관에 있는, 독립운동가 이자해(李慈海, 1894∼1967)가 1919년부터 1960년대 초까지 기록한 자서전이다. 2019년 7월 8일 대한민국의 국가등록문화재 제756호로 지정되었다.

## 등록 사유
의사로서 중강진에서 3.1운동에 참여하였다가 중국으로 망명하여 대한독립단·광복군사령부 등에서 활동한 독립운동가 이자해(李慈海, 1894∼1967)가 1919년부터 1960년대 초까지 기록한 자서전이다. 서간도 지역의 대한독립단의 조직과 변화, 내몽고 지역에 다수 한인들의 거주 사실과 이들이 일제 패망 후 한인회를 조직하여 활동한 사실, 한국광복군과 연계하여 병력을 모집하는 초모(招募) 활동을 전개한 사실 등 북경 이북에서 내몽고 바오터우(包頭)에 이르는 한국 독립운동과 관련한 새로운 사실들을 수록하고 있다는 점에서 독립운동사 연구에 귀중한 사료적 가치를 지니고 있다.

## 같이 보기
- 이자해

## 참고 자료
- 이자해자전 초고본 - 국가유산청 국가유산포털